# Federico Martínez Andrés
Federico Martínez Andrés (Zaragoza, 1874 - Zaragoza, 1943) fue un político republicano español, alcalde de Zaragoza en 1933 y 1936.

## Actividad profesional
Comenzó a trabajar muy joven como tipógrafo, marchando algún tiempo a Madrid. De vuelta a Zaragoza, creó una imprenta propia, «La Académica». En 1929 era miembro del Comité Paritario de Artes Gráficas, en representación de los patronos. En abril de 1931 era presidente de la Federación Patronal de Artes Gráficas. 
En 1914 ingresó en el Centro Mercantil, Industrial y Agrícola de Zaragoza. 

## Actividad política
Perteneció primero al Partido Federal. En 1915 ingresó en el Partido Republicano Autónomo Aragonés y luego en el Partido Republicano Radical Socialista, en 1930. 
Elegido concejal el 12 de abril de 1931, fue dos veces teniente de alcalde, y alcalde de Zaragoza del 12 de mayo al 12 de diciembre de 1933 (en que fue suspendido por el gobernador civil por la «pasividad y apatía que había puesto de relieve en el cumplimiento de las órdenes dictadas por la primera autoridad civil de la provincia para reprimir el movimiento huelguístico convocado por la CNT y la FAI». Los concejales intentaron que fuese restituido en su cargo, sin conseguirlo) y del 17 de febrero a julio de 1936, esta vez por Izquierda Republicana. Fue uno de los asistentes al Congreso Autonomista de Caspe, celebrado en los días 1 a 3 de mayo de 1936.
Al iniciarse la guerra civil, fue detenido el 19 de julio de 1936 y liberado después de un año. El 15 de enero de 1941 se le abrió un expediente de responsabilidad política, que fue fallado el 30 de octubre, siendo condenado a cinco años de inhabilitación absoluta y a una multa de 2.500 pesetas.
Murió en Zaragoza el 6 de mayo de 1943.